# 초력전대 오레인저: 올레 vs. 카쿠레인저
《초력전대 오레인저: 올레 vs. 카쿠레인저》(일본어: 超力戦隊オーレンジャー オーレVSカクレンジャー 초리센타이 오렌자 타이 오레 카쿠렌자[*])는 《슈퍼 전대 시리즈》의 《초력전대 오레인저》와 《닌자전대 카쿠레인저》의 극장판으로, 오렌저와 카쿠렌저 간의 "VS 시리즈"에 해당하는 작품이다. 1996년 3월 8일 최초의 오리지널 비디오 작품으로서, 공식 공개되었다.

## 개요
《초력전대 오레인저》과 《닌자전대 카쿠레인저》의 크로스 오버 작품. 슈퍼 전대 시리즈 첫 V시네마 작품에서 슈퍼 전대 V시네마 시리즈의 제1편에 해당한다. 발매 당시의 시리즈 이름은 「슈퍼 전대 OV시리즈」. 토에이 작품으로 텔레비전 시리즈의 스핀 오프로서 완전 신작 오리지널 비디오가 제작되는 것은 본 작품이 최초이다.
제1편이어서 《닌자전대 카쿠레인저》이 유일하게 슈퍼 전대 V시네마에 등장한 작품이다. 이후의 작품과 달리 "올레 vs. 카쿠레인저"이란 글자는 OP타이틀이 아니라 부제로 표기되고 있다. 《초력전대 오레인저 vs 카쿠레인저》로 표기되기도 한다.
바라노이아에 의해서 만들어 내진 요괴에 대항할 수 있도록 카쿠레인저가 오레인저와 함께 싸우다. 오레인저 측 여성 회원의 수영복 차림이나 미우라 참모장, 사스케, 츠루히메의 웨스턴 스타일 등도 본다. 본 작품에서는 카쿠레인저 측의 로보는 등장하지 않아 거대전은 오레인저 측의 로보만 등장이다. 또 카쿠레인저 마지막 회에서 잃어버린 드론 체인저를 소지하고 있어 오레인저 측의 로봇이 모두 달라붙는 반면 밧카 스훙토이 살아 있는 등 텔레비전 본편과 일부 모순되는 묘사도 있어 자료에 따라서는 번외 편으로 자리 매김하고 있다.
킹 레인저는 텔레비전판에서는 5명의 뒤에 혼자서 개별적으로 자칭하고 있기 때문에 6명 나란히 이름은 본 작품뿐이다.
당초 오레인저 단체의 V시네마의 예정이었지만 요시카와 스스무가 카쿠레인저와의 협연을 제안하고 기획이 성립. 카쿠레인저의 멤버는 닌자 레드와 닌자 화이트만 등장할 예정이었지만 기획이 시작되고 다른 캐스트도 출연을 자청했다.
《파워레인저 지오》의 파워 레인저 지오와 에이리언 레인저가 함께 하는 에피소드에 본 작품보다 일부의 영상이 유용되고 있다.

## 캐스트

### 주연
- 호시노 고로 / 오 레드 : 시시도 마사루
- 요카아치 쇼헤이 / 오 그린 : 마사오카 쿠니오
- 미타 유지 / 오 블루 : 고다 마사시
- 니죠 쥬리 / 오 옐로 : 아소 아유미
- 마루오 모모 / 오 핑크 : 사토 마타오
- 리키 / 킹레인저 (음성) : 야마구치 쇼지
- 닌자 레드 / 사스케 : 오가와 테루아키
- 닌자 화이트 / 츠루히메 : 히로세 사토미
- 닌자 블루 / 사이조 : 츠치다 히로시
- 닌자 옐로 / 세이카이 : 카와이 슈
- 닌자 블랙 / 지라이야 : 케인 코스기

### 조연
- 미우라 나오유키 : 미야우치 히로시
- 박카스훈드 (목소리) : 오오히라 토오루
- 히스테리아 (목소리) : 마츠시마 미노리
- 부르돈트 (목소리) : 세키 토모카즈

## 참고 문헌
- 《슈퍼 전대 화보》 제2권 타케쇼보, 2006년 7월 7일. ISBN 978-4-8124-2758-3.
- 《도에이 슈퍼 전대 시리즈 35작품 기념 공식 도록 백화 요란 <시모노권>전대 유령 디자인 대감 1995-2012》 글라이드 미디어, 2012년 10월 16일. ISBN 978-4-8130-2180-3.